# Ангронья
Ангронья, Анґронья (італ. Angrogna, п'єм. Angreugna) — муніципалітет в Італії, у регіоні П'ємонт,  метрополійне місто Турин.
Ангронья розташована на відстані близько 540 км на північний захід від Рима, 45 км на південний захід від Турина.
Населення — 897 осіб (2014).
Щорічний фестиваль відбувається 10 серпня. Покровитель — Святий Лаврентій.

## Демографія
Населення за роками:

Станом на 1 січня 2023 року в муніципалітеті офіційно проживали 24 іноземці з 15 країн, серед них 9 громадян країн Євросоюзу.

## Сусідні муніципалітети
- Брикеразіо
- Лузерна-Сан-Джованні
- Перреро
- Пралі
- Прамолло
- Праростіно
- Сан-Джермано-Кізоне
- Торре-Пелліче
- Віллар-Пелліче